# Bataille d'Inverkeithing
Guerre anglo-écossaise (1650-1652)
Batailles
- Dunbar
- Inverkeithing
- Warrington Bridge (en)
- Wigan Lane
- Upton (en)
- Worcester

La bataille d'Inverkeithing se déroule le 20 juillet 1651, à Inverkeithing en Écosse. Elle est l'une des dernières batailles de la guerre anglo-écossaise de 1650-1652. Les troupes parlementaires de la New Model Army commandées par John Lambert remportent la victoire sur l'armée royaliste, prédominément écossaise, de Charles II d'Angleterre, menée par David Leslie (en).

## Sources
- (en) Peter Chalmers, Historical and statistical account of Dunfermline, vol. 1, Édimbourg & Londres, W. Blackwood and sons, 1844, p. 276
- (en) John Patterson MacLean, A History of the Clan MacLean from Its First Settlement at Duard Castle, in the Isle of Mull, to the Present Period : Including a Genealogical Account of Some of the Principal Families Together with Their Heraldry, Legends, Superstitions, Etc., R. Clarke & Company, 1889 (lire en ligne), p. 179–183
- (en) David Plant, « 1651 : the Worcester campaign », British Civil Wars and Commonwealth website (consulté le 3 octobre 2010)
- (en) Stuart Reid (ill. Graham Turner), Dunbar 1650 : Cromwell's Most Famous Victory, Oxford, Osprey Publishing, coll. « Campaign » (no 142), 2004, 96 p. (ISBN 978-1-841-76774-1)
- (en) David Stewart, Sketches of The Character, Manners, and Present State of the Highlanders of Scotland; with details of The Military Service of The Highland Regiments, 1, Édimbourg & Londres, Archibald Constable and Co., and Hurst, Robinson and Co, 1825, 3e éd. (lire en ligne), partie 1, chap. 3 (« Devoted Obedience to the Clans—Spirit of Independence—Fidelity. »)